# Edificio della Direzione Doganale Nazionale
L'Edificio della Direzione Doganale Nazionale (Edificio de la Dirección Nacional de Aduanas in spagnolo) è uno storico edificio della città di Montevideo in Uruguay.

## Storia
Alla fine del 1922 venne bandito un concorso pubblico per il progetto preliminare del nuovo edificio delle dogane di Montevideo. Vennero presentati 19 progetti, che i partecipanti dovettero firmare con pseudonimo per assicurare l'imparzialità della scelta della giuria. Il progetto vincitore (con nove voti a favore e solo uno contrario), identificato dal falso nome "ADUANA" (dogana in spagnolo) si rivelò essere quello del giovane architetto Jorge Herrán, appena ventiseienne. La giuria spiegò con queste parole la sua scelta:
L'edificio divenne operativo nel 1931. Nel 1975 venne quindi dichiarato monumento storico nazionale.

## Descrizione
Il grande palazzo occupa un lotto pressoché quadrato affacciato sul porto di Montevideo. Sviluppato intorno a due corti interne, presenta uno stile spiccatamente Art déco. Il prospetto rivolto verso oriente si caratterizza dalla presenza di un'alta torre.

## Galleria d'immagini

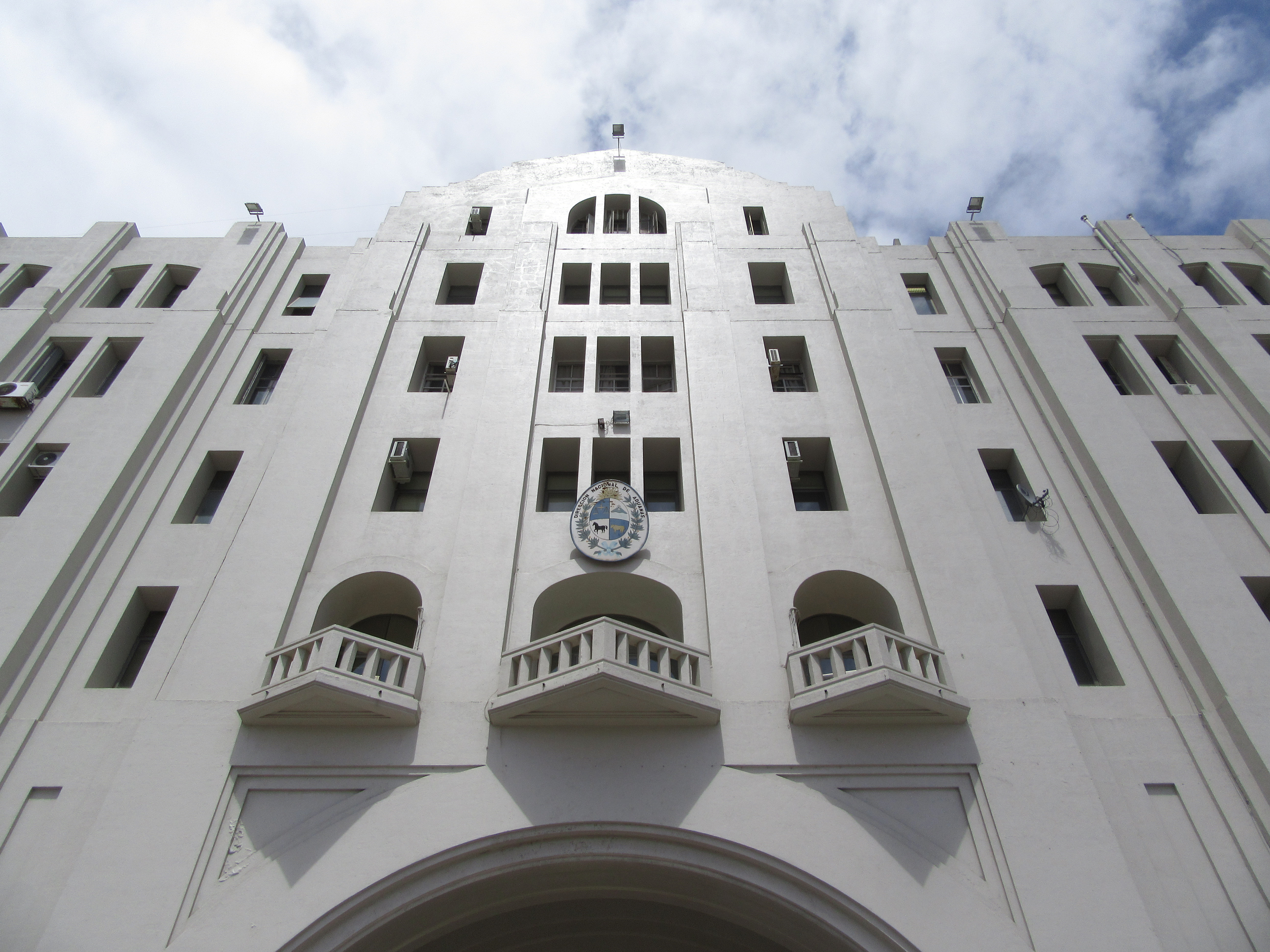
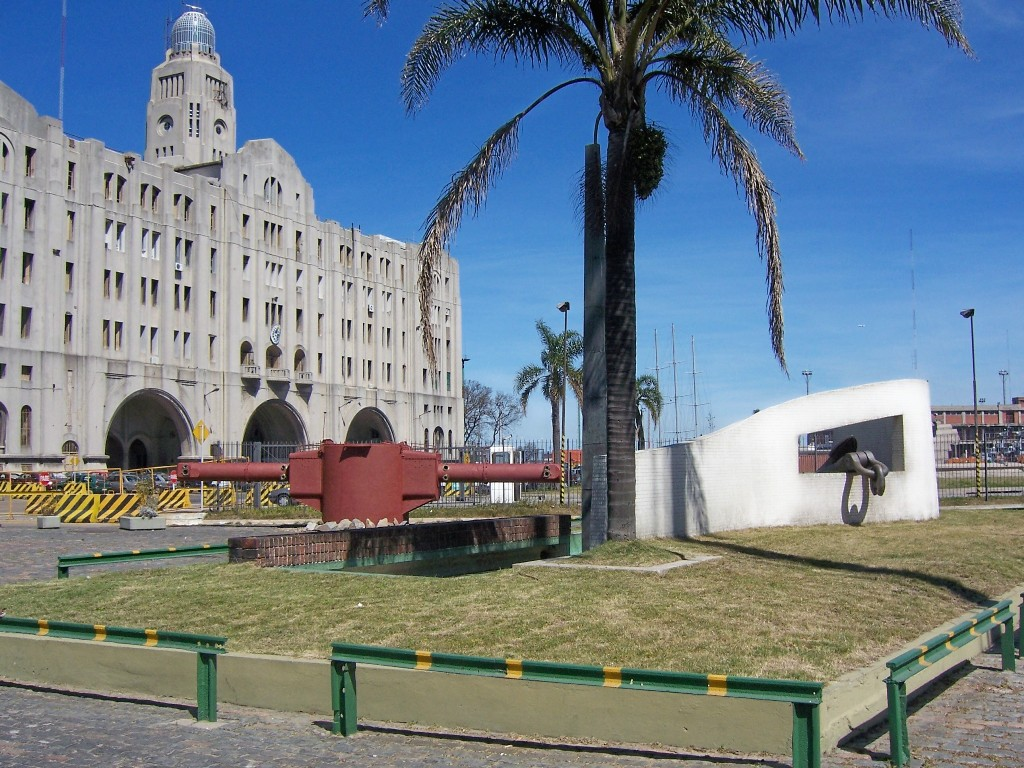
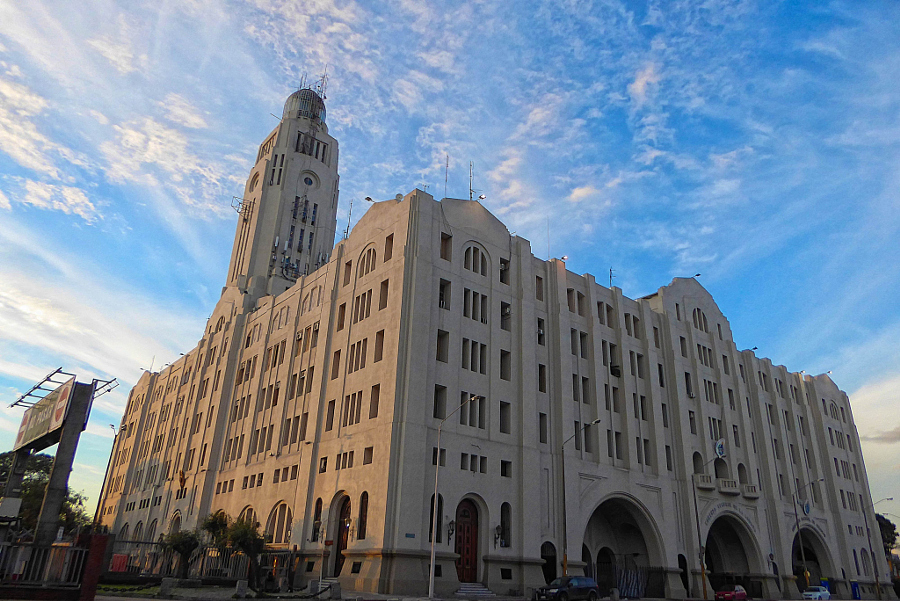